# Distretto di Isoya
Il distretto di Isoya (磯谷郡?) è uno dei distretti della Sottoprefettura di Shiribeshi, Hokkaidō, in Giappone.
Attualmente comprende il solo comune di Rankoshi.